# Семюел Ванджиру
Семюел Камау Ванджиру  (англ. Samuel Kamau Wanjiru, 10 листопада 1986 — 15 травня 2011) — кенійський легкоатлет, олімпійський чемпіон.
У 2005 році на Роттердамськом напівмарафоні встановив світовий рекорд у напівмарафоні — 59:16. У 2007 році встановив 2 світових рекорду у напівмарафоні, показавши результати — 58:53 та 58:35. Рекорд кенійця протримався до березня 2010 року, коли його перевершив Зерсенай Тадесе. У 2009 році Ванджиру виграв Лондонський марафон з особистим рекордом 2:05:10, і тому ж році переміг на марафоні Чикаго, який виграв і в 2010 році.
Переїхав з Кенії до Японії в 2002 році. Жив, вчився і тренувався в північній Японії. У 2008 році повернувся на батьківщину до дружини і дітей. У тому ж році став спортсменом року в Кенії.
Трагічно загинув 15 травня 2011 року, впавши з балкона свого будинку в Няхуруру.

## Виступи на Олімпіадах
| Олімпіада  | Дисципліна       | Місце |
| ---------- | ---------------- | ----- |
| Пекін 2008 | марафонський біг | 1     |